# Piggins Brothers
Piggins Brothers war ein US-amerikanischer Hersteller von Automobilen.

## Unternehmensgeschichte
Die Brüder Charles R. und Frederick H. Piggins betrieben eine mechanische Werkstätte in Racine in Wisconsin. Sie fertigten 1883 einen Dampfwagen, 1887 ein Elektroauto und 1902 ein Fahrzeug mit einem Ottomotor. Es blieben Prototyp. Die Brüder erkannten, dass der Ottomotor das größte Potenzial haben würde. Sie fertigten daraufhin Motoren für Automobile und Boote. 1908 begann die Produktion von eigenen Automobilen. Der Markenname lautete Piggins.
Im Sommer 1909 kam es zum Zusammenschluss mit einem anderen Unternehmen aus derselben Stadt. Eine Quelle nennt die Racine Manufacturing Company, eine andere die Racine Machinery Company. Personenkraftwagen dieser Marke wurden noch bis 1910 produziert.
1912 wurde die Piggins Motor Truck Company zur Herstellung von Nutzfahrzeugen gegründet.

## Produkte
Die Motoren für andere Hersteller waren als Zwei-, Vier- und Sechszylindermotoren erhältlich. Für Boote entstanden Zweitaktmotoren.
Die eigenen Pkw-Modelle wurden Six genannt. Sie hatten einen Sechszylindermotor mit T-Kopf. Der 36 HP hatte einen Motor mit 101,6 mm Bohrung, 114,3 mm Hub, 5560 cm³ Hubraum und 36 PS Leistung. Das Fahrgestell hatte 297 cm Radstand. Der Aufbau war ein Tourenwagen mit fünf Sitzen. Darüber rangierte der 50 HP. Bei ihm ergaben 114,3 mm Bohrung und 127 mm Hub 7819 cm³ Hubraum und 50 PS Leistung. Der Radstand betrug 343 cm. Der offene Tourenwagen bot Platz für sieben Personen.

## Pkw-Modellübersicht
| Jahr      | Modell | Zylinder | Leistung (PS) | Radstand (cm) | Aufbau               |
| --------- | ------ | -------- | ------------- | ------------- | -------------------- |
| 1908–1910 | 36 HP  | 6        | 36            | 297           | Tourenwagen 5-sitzig |
| 1908–1910 | 50 HP  | 6        | 50            | 343           | Tourenwagen 7-sitzig |